# مديح لنساء العائلة
مديح لنساء العائلة رواية للروائي الفلسطيني محمود شقير. صدرت الرواية لأوّل مرة عام 2015 عن دار هاشيت أنطوان في بيروت. ودخلت في القائمة النهائية «القصيرة» للجائزة العالمية للرواية العربية لعام 2016، المعروفة باسم «جائزة بوكر العربية».

## حول الرواية
يروي الكاتب الفلسطيني «محمود شقير» في هذه الرواية حكاية نساء عشيرة «العبد اللات»، اللائي لم يسكتن على سلوك «رسمية» التي ارتدت السروال الداخلي القصير ورافقت زوجها إلى سهرة، مثلما لم يسكتن عن «نجمة» التي خلعت الثوب الطويل وارتدت الفستان بعد مغادرتها رأس النبع وإقامتها في المدينة. «سناء» أيضًا، الموظفة في بنك، لقيت نصيبها من مرّ الكلام بعد أن نزلت مياه البحر ولوحت الشمس بياض ساقيها. كل ذلك و«وضحا»، سادس زوجات «منّان»، كبير العشيرة، لا تزال تتوجس من الغسالة والتلفزيون المسكونين بالعفاريت. هؤلاء هنّ نساء «العبد اللات». من خلالهنّ، وتكريما لهنّ، يكتب «محمد بن منّان» تاريخ العشيرة التي هاجرت قبلا من باديتها وتستعد اليوم لهجر بداوتها. إنه عصر التحولات السياسية والاجتماعية بعد النكبة، وطفرة الحداثة، وبذور الصراع التي بدأت تنمو في فلسطين الخمسينيات من القرن العشرين.